# توماس برند
 توماس برند (انگلیسی: Tomas Behrend؛ زاده ۱۲ دسامبر ۱۹۷۴ ‏(۵۰ سال)) یک تنیس‌باز اهل آلمان است. 